# Anglo-normanni
Gli anglo-normanni erano la classe dirigente dell'Inghilterra medievale, l'esito della convergenza storica delle nobiltà anglosassone, normanna e francese, nei decenni seguenti alla conquista normanna dell'Inghilterra. Un piccolo numero di Normanni aveva già stretto alleanza con il futuro re anglosassone d'Inghilterra, Edoardo il Confessore, durante il suo esilio nella terra materna, la Normandia. Quando egli fu invitato a tornare in Inghilterra nel 1041, essi si spostarono con lui, costituendo il primo gruppo di normanni insediati nell'isola prima della conquista. Dopo la morte di Edoardo, l'aristocratico anglosassone Aroldo salì al trono inglese come Aroldo II d'Inghilterra, che terrà fino alla sconfitta per mano di Guglielmo, duca di Normandia, nella decisiva battaglia di Hastings del 1066.
Gli invasori Normanni formarono una classe dirigente inizialmente distinta dalle popolazioni autoctone, com'era uso normanno nelle terre di conquista in quanto il numero delle forze d'invasione era normalmente ridotto. Nel corso del tempo la loro lingua si è evoluta dall'antico normanno continentale alla distinta lingua anglo-normanna (che restava comunque un dialetto del francese medievale). Gli anglo-normanni stabilirono rapidamente il controllo su tutta l'Inghilterra, così come su alcune parti del Galles (i cambro-normanni). Dopo il 1130, parti della Scozia meridionale e orientale passarono sotto il dominio anglo-normanno (gli scoto-normanni), in cambio del loro sostegno alla conquista di Davide I di Scozia. Si ebbe in seguito anche la conquista normanna dell'Irlanda nel 1169, che vide anglo-normanni (o cambro-normanni) insediarsi in vaste aree dell'isola, differenziandosi poi col tempo negli hiberno-normanni.

## Conquista normanna

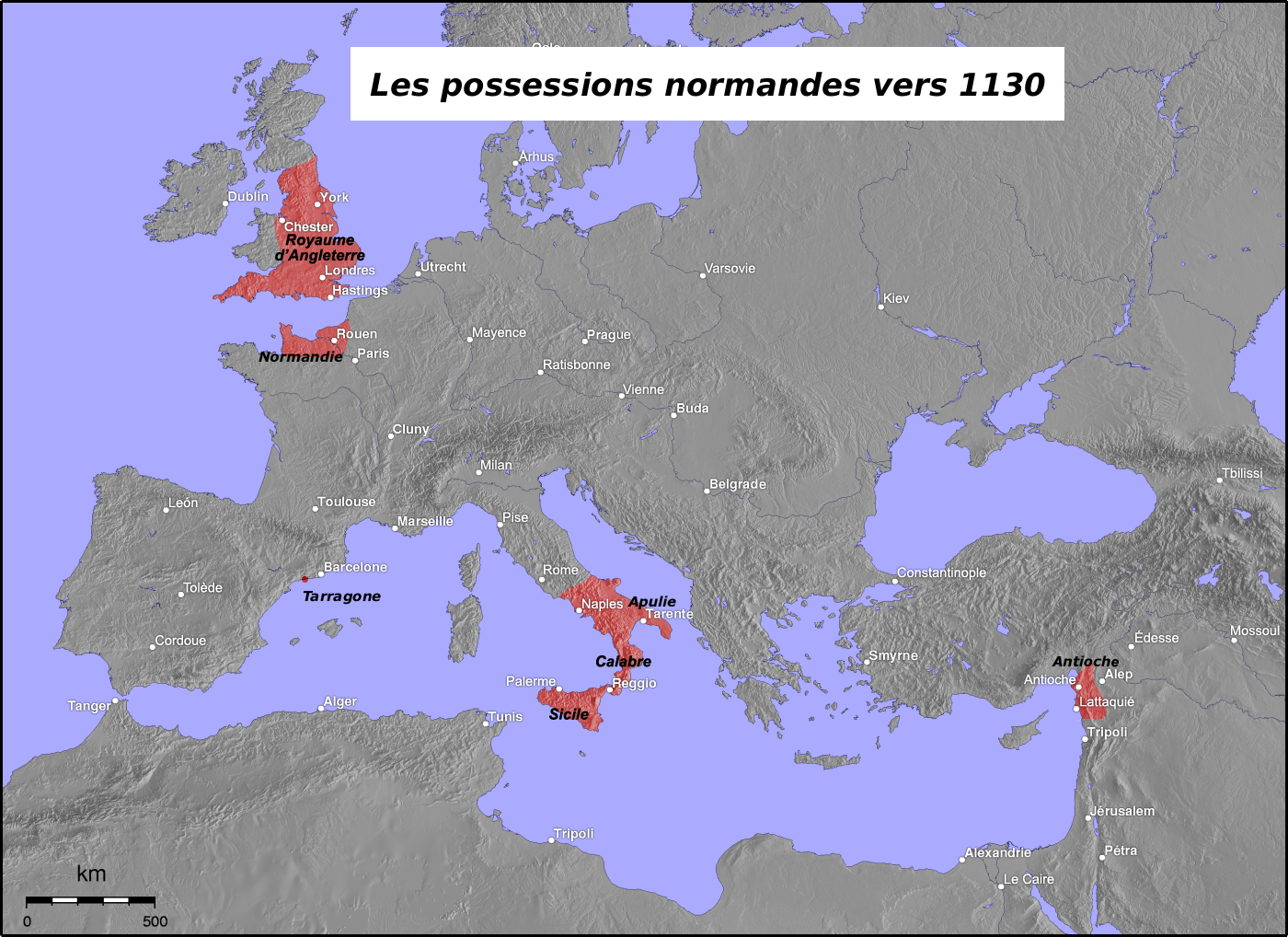
Possedimenti normanni nel attorno al 1130. Da notare che questi territori non erano però sotto la medesima corona o giurisdizione.

La conquista normanna dell'Inghilterra, essendo avvenuta da parte di un popolo la cui lingua e le cui istituzioni erano sostanzialmente diverse da quelle anglo-sassoni per molti aspetti, fu un evento di portata ben diversa rispetto alle conquiste sassoni della Gran Bretagna. Va infatti considerato che i normanni rappresentavano un popolo di stirpe norrena, ma ormai definitivamente diventato una nuova nazione, risultato della commistione etnica, linguistica e culturale (oltre che religiosa) con gli eredi gallo-romanzi della Normandia. I sassoni erano ormai d'altro canto cattolici e condividevano questa religione con i Normanni, che avevano già un'influenza in Inghilterra, prima della conquista, di conseguenza anche per questo l'impatto culturale fu certamente meno forte rispetto alla conquista anglosassone della Britannia.
I Normanni invasero l'Inghilterra con un ampio contingente da una vasta regione della Francia nord-occidentale e centrale, convergendo da Maine, Anjou, Bretagna, Fiandre, Poitou e "Francia" (oggi Ile-de-France), I francesi rappresentavano più di un quarto dell'esercito di Hastings. In termini di cultura, rappresentavano la civiltà della Francia settentrionale, che parlava lingue d'oïl ed era rappresentante della civiltà aristocratica cortese-cavalleresca. I coloni normanni non si sentirono in comunione con i precedenti coloni danesi, nonostante il fatto che i Normanni fossero essi stessi in parte discendenti dei Vichinghi. Tuttavia, nel loro stesso esercito, non sentivano nemmeno alcun senso di comunità con angioini, bretoni e altri gruppi che avevano dialetti diversi (o, nel caso dei bretoni e fiamminghi, una lingua diversa). L'associazione tra queste diverse truppe era solo contingente, e corrispondeva a una necessità di conquista e insediamento su un territorio da destinare ai propri cavalieri, viceversa intemperanti e pericolosi sul continente. In effetti, i Normanni incontrarono la resistenza più ferma in una parte dei danesi: eliminandone i capi, cooptando i più potenti di essi, i Normanni imposero una nuova struttura politica pienamente feudale.
Com'è comprensibile, molti aristocratici persero terre e titoli, numerosi gebur liberi ebbero una revisione dei loro privilegi, e in generale si ebbe un declassamento (più o meno radicale a seconda dei casi) della precedente classe fondiaria, a beneficio dei cavalieri normanni e francesi, che beneficiarono della redistribuzione delle proprietà agricole.
La conquista normanna dell'Inghilterra portò la Gran Bretagna e l'Irlanda nell'orbita del continente europeo, riportandola in parte, dopo tre secoli, nell'alveo della civiltà romana e della relitta eredità celtica continentale. L'Inghilterra emergente dalla Conquista subisce una decisiva influenza delle lingue romanze e della cultura classica, sino ad allora mantenuta nell'isola (e più ancora in Irlanda) dalla classe clericale e monacale, oltre che dai funzionari della corona. All'influenza linguistica e culturale si può associare poi almeno l'arrivo dell'architettura romanica.
La conquista normanna dell'Inghilterra segnò anche una rivoluzione negli stili e nei metodi militari. La vecchia élite militare anglosassone cominciò a emigrare, in particolare la generazione più giovane di quella sconfitta a Hastings, che non aveva futuro in un paese controllato dai conquistatori. Guglielmo (e suo figlio Guglielmo II) li incoraggiarono ad andarsene, per comprensibili ragioni politiche. I primi a partire andarono principalmente in Danimarca, tuttavia molti di questi entrarono invece a far parte della Guardia variaga a Costantinopoli . Gli anglosassoni nel loro insieme, tuttavia, non furono costretti ad abbandonare le armi, sia per convenienza militare che per favorire il processo di pacificazione. Guglielmo fece in modo che la fanteria sassone fosse addestrata dalla cavalleria normanna in tattiche anti-cavalleria . Ciò portò rapidamente alla costituzione di un esercito composto da cavalieri normanni di sangue nobile, fanti sassoni (spesso di sangue altrettanto nobile), uomini liberi inglesi, mercenari e avventurieri stranieri da altre parti del Continente. L'aristocrazia normanna più giovane era tendente all'anglicizzazione, con una progressiva convergenza della figura autoctona del cniht anglosassone (il generico uomo d'armi) con la figura del nobile votato ai valori della cavalleria e della cortesia, corrispondente al significato di chevalier.

## Il conflitto culturale normanno-sassone
Il grado successivo del conflitto normanno-sassone fu quello culturale, ed è una questione ancora dibattuta fra gli storici. L'opinione nel XIX secolo era volta a sottolineare l'intenso risentimento reciproco, riflesso nelle leggende popolari di Robin Hood e in vicende come quella ripresa nel romanzo Ivanhoe di Sir Walter Scott. Un'opinione convergente è quella dello storiografo Orderic Vitalis, che in Ecclesiastical Historii (1125) scrisse in lode della resistenza anglosassone a "William the Bastard" (Guglielmo I d'Inghilterra).
La redistribuzione delle terre e la tassazione compensatrice delle spese belliche non poterono non creare malcontento, non solamente confinato alla deposta classe dirigente anglosassone, ma Guglielmo operò con pugno duro per tacitare le ribellioni. Non tutti gli anglosassoni lo accettarono immediatamente come re legittimo.
Tuttavia, si agì affinché la percezione di una differenza tra normanni e autoctoni sparisse, cosa che avvenne nel giro di qualche generazione. Nel corso della guerra dei cent'anni, gli inglesi erano già un popolo coeso.

## Galles
I Normanni condussero anche campagne in Galles, ma non del tutto con successo. Successivamente, comunque, l'influenza si fece più profonda con l'istituzione delle Marche gallesi. A seguito dell'invasione, anche i monaci (soprattutto i cistercensi) istituirono monasteri in tutto il Galles. Nel XV secolo un gran numero di signori gallesi, tra cui Owain Glyndŵr, possedeva una certa discendenza normanna. La maggior parte dei cavalieri che invasero l'Irlanda provenivano o risiedevano in Galles.

## Irlanda
I baroni anglo-normanni si stabilirono anche in Irlanda dal XII secolo, inizialmente (come solevano fare i cavalieri normanni) come mercenari dei re locali, come Diarmuid Mac Murchadha. Riccardo di Clare, II conte di Pembroke, era il capo dei cavalieri anglo-normanni che Mac Murchadha aveva richiesto a Enrico II d'Inghilterra per assisterlo nella conquista della corona di Leinster. Gli invasori normanni si integrarono profondamente nel tessuto sociale e familiare gaelico, apprendendone lingua e cultura e assimilandosi poi definitivamente con le generazioni successive. Vengono chiamati Old English, per distinguerli dagli inglesi venuti con la conquista dei Tudor.

## Scozia

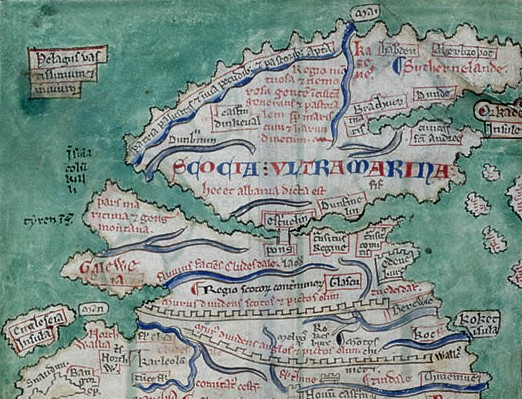
Scozia dalla mappa di Matthew Paris, c. 1250.

Davide I, barone scozzese, divenne re di Scozia nel 1124. Il suo regno vide quella che è stata definita la rivoluzione davidiana, con la quale le istituzioni e il personale nativi furono sostituiti da quelli anglo-normanni e francesi.I normanni introdussero così anche in Scozia il proprio modello feudale, arruolando i dignitari nella cavalleria pesante e iniziando una diffusa costruzione di castelli. Continuò un processo iniziato da sua madre e dai suoi fratelli, per stabilire le basi di un monachesimo riformato sul modello di quello di Cluny  Svolse inoltre un ruolo nell'organizzazione della diocesi su linee più vicine a quelle del resto dell'Europa occidentale. Queste riforme furono perseguite sotto i suoi successori e nipoti Malcolm IV di Scozia e Guglielmo I.